# Crise de la conscription (1917-1918)
Pour la crise de la conscription pendant la Seconde Guerre mondiale, voir Crise de la conscription (1944).
La crise de la conscription de 1917-1918 est le point culminant des querelles politiques, militaires et ethnoculturelles ayant divisé les Canadiens anglais et les Canadiens français pendant la Première Guerre mondiale. L’adoption de la conscription par le gouvernement fédéral à l’été 1917, visant à rendre le service militaire obligatoire pour tout homme âgé de 20 à 45 ans, mène à une crise nationale sans précédent dans l’histoire du Dominion du Canada, fondé en 1867. La loi martiale est imposée, une première depuis les rébellions des Patriotes de 1837-1838.

## Contexte

### Le Canada au tournant duXXesiècle
Au Canada, les divisions s'accentuent avec les polémiques politiques et linguistiques qui entourent la pendaison du chef métis Louis Riel (1885), l'abolition des écoles séparées au Manitoba (1890-1896), les atteintes au français dans les nouvelles provinces de la Saskatchewan et de l'Alberta (1905), la question navale (1910) et le Règlement 17 en Ontario (1912).
En parallèle, les historiens Donal Lowry et Carman Miller notent une nouvelle ferveur impérialiste au Canada anglais, qui se manifeste lors de la guerre des Boers (1899-1902). Souhaitée par la Grande-Bretagne, la guerre mène à la soumission des Boers d’Afrique du Sud. L’expérience est éprouvante pour le premier ministre canadien et chef du Parti libéral, Sir Wilfrid Laurier. Le 13 octobre 1899, sans consulter le Parlement, il décide d’envoyer des soldats canadiens, enrôlés sur une base volontaire, en Afrique du Sud.

### Le nationalisme canadien-français
Le Québec ne soutiendra pas activement la guerre des Boers, jugée inutile par Henri Bourassa, étoile montante du nationalisme canadien-français et petit-fils de Louis-Joseph Papineau. Député fédéral dans le parti de Laurier, Bourassa rejette la position de son chef et démissionne le 18 octobre 1899. Il est réélu député indépendant lors d’une élection partielle dans la même circonscription, en janvier 1900. Le conflit dévoile d’importants désaccords entre impérialistes canadiens-anglais et anti-impérialistes canadiens-français.
Appuyée par Henri Bourassa, la Ligue nationaliste canadienne est fondée à Montréal en 1903 par les militants et journalistes Olivar Asselin, Jules Fournier et Omer Héroux. Fermement opposée à l’ingérence de l’Empire britannique dans les affaires canadiennes, la Ligue pose le Canada comme seule et unique patrie des Canadiens.
La Ligue nationaliste est résolument anti-impérialiste et s’oppose à toute implication du Canada dans les guerres menées par les puissances européennes. S’alliant à la Société Saint-Jean-Baptiste, elle organise de grandes assemblées à Montréal, notamment en faveur de l’autodétermination de petites nations, comme l’Irlande.

### Le Règlement 17 en Ontario
En marge des débats sur la politique extérieure surgit la crise du Règlement 17. En 1912, le gouvernement de l’Ontario adopte le Règlement 17, une circulaire qui interdit la scolarisation en français dans les écoles catholiques, dites « séparées » du régime scolaire de la majorité protestante.
Les Canadiens français de l’Ontario, minoritaires dans leur province, trouvent des alliés au Québec, seule province majoritairement francophone et catholique.
Les élites religieuses et politiques du Québec appuient la nouvelle Association canadienne-française d’éducation d’Ontario (ACFÉO) dans sa lutte contre le Règlement 17. Le chanoine Lionel Groulx, Olivar Asselin, Henri Bourassa ainsi que le gouvernement libéral provincial de Lomer Gouin participent dès 1913 à « la campagne du sou de la pensée française » pour la défense des francophones de l’Ontario. Des levées de fonds sont organisées par la Société Saint-Jean-Baptiste de Montréal et l’Association catholique de la jeunesse canadienne-française, en plus de nombreuses quêtes spéciales dans les églises du Québec.
Les sommes récoltées durant la campagne sont transmises aux dirigeants de l’ACFEO, en guise de soutien financier dans leur lutte juridique qui les amène de la Cour provinciale de l’Ontario, en 1914, jusqu’au Conseil privé de Londres en 1915. Ils y seront cependant tour à tour déboutés.
En 1914, l’appel à la défense du « roi britannique et du pays » apparaît contradictoire pour les nationalistes, alors que les Canadiens français de l’Ontario voient leurs droits brimés par la majorité canadienne-anglaise, fidèle au monarque anglais.

## Première Guerre mondiale

### L’entrée en guerre du Canada
L’Allemagne déclare la guerre à la France le 3 août 1914. Le lendemain, le Royaume-Uni déclare la guerre à l’Allemagne. Le Dominion du Canada est automatiquement plongé au cœur du conflit puisque constitutionnellement rattaché au Royaume-Uni, en vertu de la Confédération de 1867. Le premier ministre conservateur Robert Laird Borden, un anglo-protestant, gouverne le Canada depuis 1911 et prend acte du fait accompli.
L’opinion publique canadienne, en ville ou dans les campagnes, au Québec ou dans les autres provinces, approuve l’entrée en guerre. Pratiquement tous les journaux du Canada, ainsi que les discours des politiciens et les lettres publiques des évêques catholiques affirment que la Grande-Bretagne et la France, qui se portent à la défense de la Belgique envahie par l’Allemagne, ont le devoir de combattre l’ennemi.
Dans son journal, Le Devoir, Bourassa estime aussi qu’il faut contribuer aux efforts de la France et de la Grande-Bretagne. Le degré de participation du Canada dans la guerre sera cependant matière à débat.

### Le recrutement militaire
En septembre 1914, 32 665 volontaires canadiens rejoignent l'armée, bien plus que ce que le gouvernement fédéral avait prévu. De ce nombre, 62% sont nés au Royaume-Uni, 30% sont nés au Canada et 8% sont nés ailleurs. Moins de 4% de ces recrues sont des Canadiens français. Les quelque 1 000 soldats francophones sont éparpillés dans différentes unités à majorité anglophone.
Le premier contingent, appelé à devenir la 1re Division du Corps expéditionnaire canadien, est assemblé au nouveau camp de Valcartier, au Québec. Il est groupé en bataillons numérotés, sans égard à la langue ou à la religion des soldats.
C’est le ministre de la milice, Sir Sam Hughes, membre de l’Ordre d’Orange, qui est chargé de la mobilisation.
L’Ordre d’Orange, fondé en 1795 en Irlande, doit son nom au prince William d’Orange, vainqueur de la bataille de la Boyne, un siècle plus tôt. Il s’agit d’une association exclusivement protestante et ses membres prêtent serment d’allégeance à la Couronne, à la Grande-Bretagne et à la religion protestante. La section canadienne créée en 1830 combat les Patriotes bas-canadiens, l’influence du clergé catholique et celle des francophones. Les orangistes participent à l’offensive armée du Canada contre les Métis de Louis Riel, durant les révoltes de 1869 et de 1885.
Hughes, qui « voyait à tout et s’immisçait partout», refuse de reconnaître la spécificité canadienne-française pendant la Grande Guerre. Si seulement 27 des 254 officiers militaires du Canada étaient francophones en 1912, le portrait ne changera que très peu après 1914. L’historien Desmond Morton note que le « très orangiste Sam Hughes, ministre de la milice, entretenait des préjugés qui l’amenaient à négliger de bons officiers canadiens-français». Les manquements du ministre Hughes mènent à sa démission, le 15 novembre 1916, demandée par Borden lui-même.
Le deuxième contingent est organisé plus logiquement, en bataillons entraînés dans les districts militaires où on les avait formés. Sans que cela ne soit la norme, certaines unités ont le droit d'adopter une identité écossaise ou irlandaise. C’est le cas notamment des Irish Canadian Rangers.

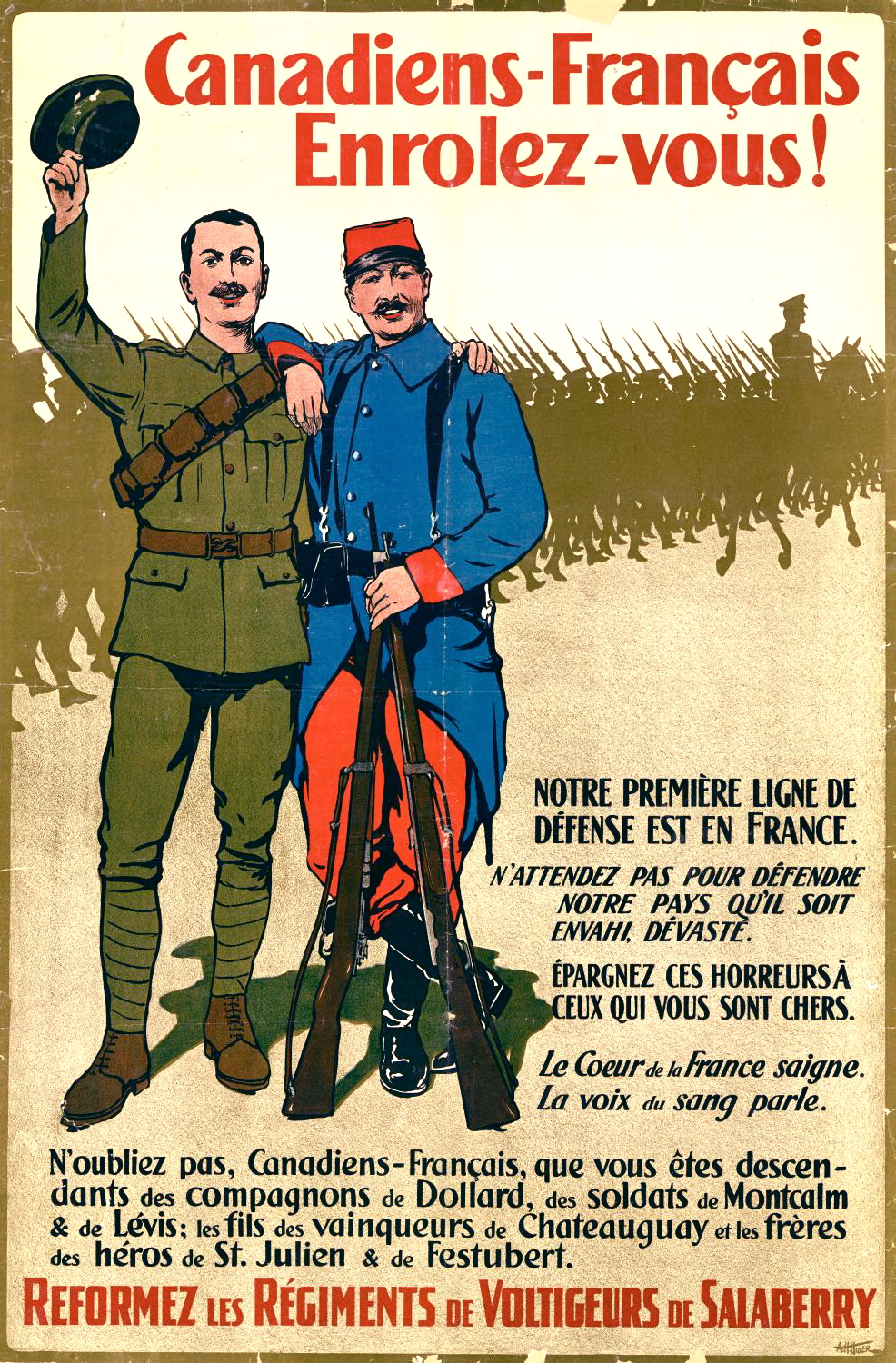
Affiche de recrutement pour les Canadiens français

Les Canadiens français désirant s'enrôler choisissent la plupart du temps les quelques unités « françaises traditionnelles », comme les fusiliers Mont-Royal, où tout se déroule en français, exception faite du commandement.
Le gouvernement continue de placer la barre haut pour le recrutement de volontaires, visant 150 000 hommes pour 1915. On tarde cependant à créer des bataillons relevant de généraux francophones. Les élites canadiennes-françaises, dont le chef de l’opposition Laurier, exigent la création d'unités francophones.
Au cours de la guerre, 15 bataillons de soldats francophones seront assemblés au Canada, sur un total de 258. Il y a bien des francophones qui joignent le 165th Acadian Overseas Battalion ou le 233rd Battalion en Ontario, mais les groupes sont démantelés une fois rendus en Angleterre. Les soldats sont alors envoyés en renfort pour le seul bataillon qui combattra en Europe comme unité spécifiquement canadienne-française : le 22nd (French-Canadian) Battalion, formé au Québec en octobre 1914. Les autorités lui préféreront l’appellation anglaise jusqu’en 1928, avant qu’on lui accorde le droit de franciser son nom. Il est encore reconnu aujourd’hui comme le Royal 22e Régiment. Il accusera plus de 1 100 morts et 3 000 blessés durant la Grande Guerre.
Entre septembre 1914 et février 1916, 249 471 hommes sont enrôlés au Canada. Plus de 300 000 hommes seront éventuellement incorporés dans les diverses composantes des forces canadiennes avant la fin de 1916, mais le premier ministre Robert Laird Borden en avait promis 500 000 avant la fin de l'année.
Le Canada compte alors une population de 8 millions d’habitants. Environ 1 900 000 Canadiens sont francophones, dont 1 600 000 (84 %) habitent la province de Québec.
De 1914 à 1918, seulement 35 000 des 600 000 soldats recrutés au Canada (de façon volontaire ou par la conscription) sont des Canadiens français, soit moins de 6 % du Corps Expéditionnaire Canadien.
Parmi eux, les Canadiens français hors Québec sont proportionnellement surreprésentés alors que seulement 15 000 hommes (42 %) sont originaires du Québec. C’est donc dire que pendant toute la guerre, seulement 2,5 % du nombre total de soldats canadiens, volontaires et conscrits, sont des Canadiens français du Québec.

## Loi du service militaire

### Les origines de la conscription

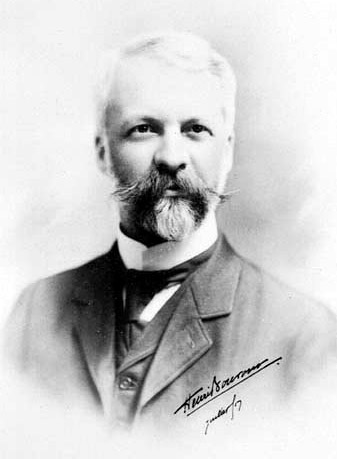
Henri Bourassa, journaliste et politicien du Québec, en 1917.

Dès septembre 1914, un hebdomadaire anglo-montréalais, le Beck’s Weekly, fustige les Canadiens français, déplorant l’influence de celui qu’il surnomme Henri « Boo-rassa». Les accusations mutuelles et les lignes de division politiques, religieuses et linguistiques, déjà évidentes durant la guerre des Boers, ressurgissent.
La guerre n’était censée durer que quelques semaines, à en croire les commandants britanniques. Elle ne prendra fin qu’en 1918, après 51 longs mois de violence. La question de l’enrôlement deviendra de plus en plus pressante, au fil des mois.
De 1914 à 1918, le paysage politique ontarien est marqué par l’influence des orangistes fidèles à la monarchie et à l’Empire britannique. Les grands journaux de Toronto (que les contemporains surnomment la « Belfast of North America ») ou ceux des provinces de l’Ouest, notamment le Winnipeg Free Press, accusent les Canadiens français de ne pas faire leur part. De leur côté, plusieurs journaux nationalistes du Québec n’hésitent pas à pourfendre « nos Boches à nous», les protestants de la province voisine, que l’on surnomme parfois Huntario en référence aux invasions de peuples nomades au Moyen Âge.
Pour les impérialistes britanniques, la conscription apparaît de plus en plus comme la solution aux problèmes de mobilisation. Au contraire, pour Henri Bourassa qui publie l’ouvrage Que devons-nous à l’Angleterre ?, le Canada doit absolument rejeter le service militaire obligatoire.
En décembre 1916, le gouvernement Borden lance un recensement national afin de répertorier le nombre d’hommes âgés entre 16 et 65 ans au Canada. Les élites religieuses et politiques du Québec sont perplexes. Le grand chef de l’Église catholique canadienne, l’archevêque de Montréal, Mgr Paul Bruchési, approuve publiquement la mesure après avoir rencontré Borden. Il se dit rassuré à l’effet que l’opération ne semble pas être le premier pas vers la conscription. Pour l’historien Guy Laperrière, « le plus grand drame de Bruchési survient au moment de la crise de la conscription, en 1917. À la demande du premier ministre sir Robert Laird Borden, il appuie (tout comme Mgr Bégin), la distribution du questionnaire du National Service Board, avec promesse du gouvernement qu’il n’y aurait pas de conscription. »
À l’hiver 1917, Borden retourne à Londres (il y était déjà allé en 1915) et siège au petit Imperial War Cabinet du gouvernement britannique de David Lloyd George. On l’informe de l’état des forces militaires britanniques. Borden visite les tranchées en France. Il rencontre des soldats au front, inspecte des bataillons canadiens, dont celui commandé par son cousin, le colonel Allison Hart Borden. Il se rend à Vimy, en France, et constate de ses propres yeux la dure réalité des soldats endeuillés, blessés et souffrants.
Victoire importante pour le Canada, 15 000 Canadiens participent à la bataille de la crête de Vimy le lundi de Pâques, 9 avril 1917. Dans la mémoire canadienne, la bataille de Vimy est devenu « un véritable mythe au service d’un idéal national», l’engagement militaire numéro 1 qui aurait élevé le Canada au titre de nation autonome au sein de l’Empire britannique. Le sacrifice des Canadiens à Vimy commande le respect de la communauté internationale. De création pragmatique et politique en 1867, le Dominion du Canada se révèle davantage comme un pays, grâce à Vimy.
Considérée comme un événement fondateur dans l’histoire du Canada, la bataille Vimy n’est pas sans revers. Près de 7 600 soldats sont blessés et plus de 3 000 perdent la vie, portant un dur coup aux effectifs militaires canadiens.
L’imposition de la conscription est une fois de plus évoquée au Canada pour pallier les pertes canadiennes à Vimy et le ralentissement observé dans le recrutement volontaire. Les États-Unis, qui viennent tout juste d’entrer en guerre en avril 1917, n’ont pas encore de forces vives en Europe. La Grande-Bretagne et le gouvernement de Lloyd George souhaitent que le Canada en fasse davantage.

### L’adoption de la Loi du service militaire

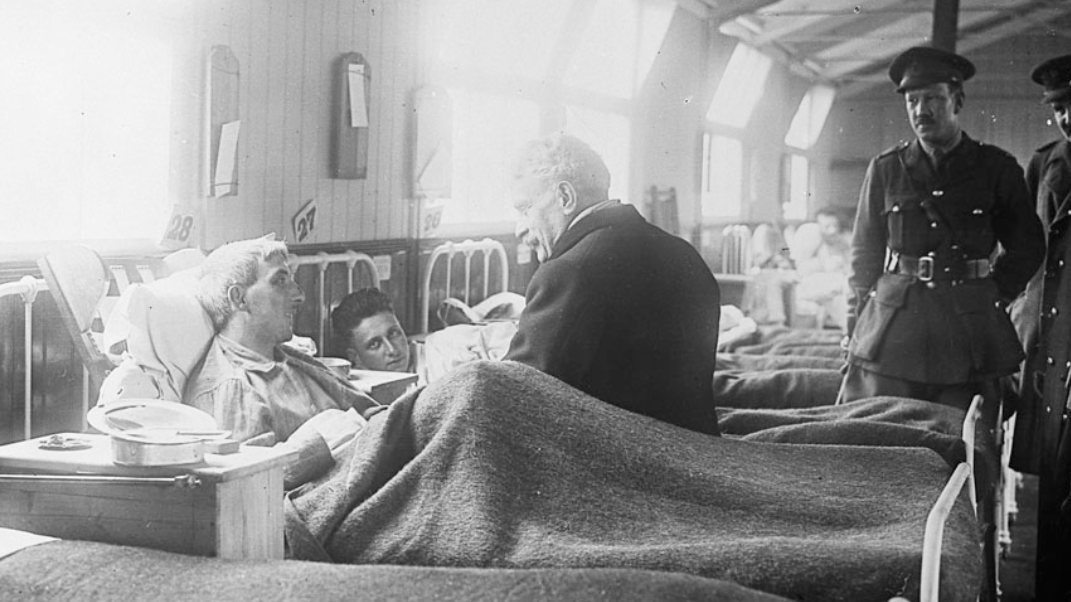
Le premier ministre canadien Robert Borden et des blessés, au Front, en mars 1917.

À son retour au Canada, le 15 mai 1917, le premier ministre Borden annonce son intention de procéder à la conscription.
Il demande au chef de l’opposition, Wilfrid Laurier, de former un gouvernement de coalition. Laurier refuse. Participer à un gouvernement unioniste qui soumettrait les Canadiens français à la conscription, farouchement opposés à la mesure, lui semble impossible. L’influence des nationalistes et de Henri Bourassa est telle que même l’archevêque de Montréal écrit, en privé, son soutien au fondateur du Devoir.
En mai 1917, le gouvernement conservateur Borden dépose un projet de loi qui prévoit que « tous les sujets britanniques de sexe masculin âgés de 20 à 45 ans (sont) susceptibles d’être appelés à faire leur service militaire. » Les motifs d’exemption sont nombreux : les objecteurs de conscience (membres du clergé et des communautés religieuses), les travailleurs essentiels dans l’industrie de guerre, les invalides et les fils d’agriculteurs pourront se soustraire à la future loi.
Le 24 juillet 1917, les députés votent à la Chambre des communes. Le résultat est clair : 102 députés (dont 22 députés libéraux canadiens-anglais ayant tourné le dos à Wilfrid Laurier pour se joindre au gouvernement unioniste de Robert Borden) votent en faveur du projet, contre 44 députés. La Loi du service militaire est adoptée.
Les nationalistes du Québec condamnent le gouvernement du Canada mené par la majorité impérialiste et anglo-protestante. L’archevêque Bruchési écrit une lettre importante au Gouverneur général du Canada, le 10 août 1917 : « La conscription est aujourd’hui votée… Je redoute les conséquences de cette loi si elle est mise en force immédiatement. Les pires désordres sont possibles. »

### L'opposition dans la province de Québec
Dans la province de Québec, les journaux réagissent à la conscription. La Presse redoute ses effets et les risques d'émeutes. Le Devoir dénonce vivement la loi. La Patrie est le seul journal francophone montréalais qui l’approuve.
La grogne est cependant généralisée dans la population. Des manifestations et des assemblées anti-conscription se tiennent aux quatre coins de la province. Le 23 mai 1917, les bureaux de La Patrie sont vandalisés. Deux jours plus tard, ce sont les bureaux du Quebec Chronicle et de l’Événement, deux journaux pro-conscription, qui sont saccagés à Québec.
Plus de 10 000 personnes assistent à une manifestation au Parc Lafontaine de Montréal le 24 mai et environ 8 000 autres font de même sur la Place Jacques-Cartier à Québec, le 31 du même mois. Des assemblées anti-conscription sont organisées par les nationalistes, le Parti socialiste et même des maires et échevins municipaux dans Lanaudière, au Saguenay, au Lac-Saint-Jean, en Mauricie, en Montérégie et dans le Bas-du-Fleuve.
L’opposition vient des associations ouvrières, des agriculteurs, des mouvements de jeunesse catholique, des élites féminines de la Fédération nationale Saint-Jean-Baptiste, des politiciens et même des curés de paroisse. De très nombreuses villes adoptent des motions anti-conscription. Le maire de Montréal, Médéric Martin, rend publique son opposition à la mesure. Aussi député libéral fédéral de Sainte-Marie à Montréal, Martin ne se représente pas en 1917. Partisan de l’effort de guerre en 1914, tout comme ses collègues Laurier et Gouin, Médéric Martin rejette la conscription.
Dans les provinces canadiennes-anglaises, on note également une opposition à la conscription, notamment chez les fermiers de l’Ouest et chez les syndicats d’ouvriers. Cependant, elle n’est pas aussi aigue qu’au Québec.
Si les Canadiens français de l’Ontario ou les Acadiens du Nouveau-Brunswick semblent devoir se résigner à la mesure, de par leur situation minoritaire comme catholiques et francophones au sein de provinces menées par la majorité anglo-protestante, c’est différent au Québec où le peuple peut sortir massivement dans les rues sans craindre la police ou l'opposition.

### L’élection fédérale de 1917

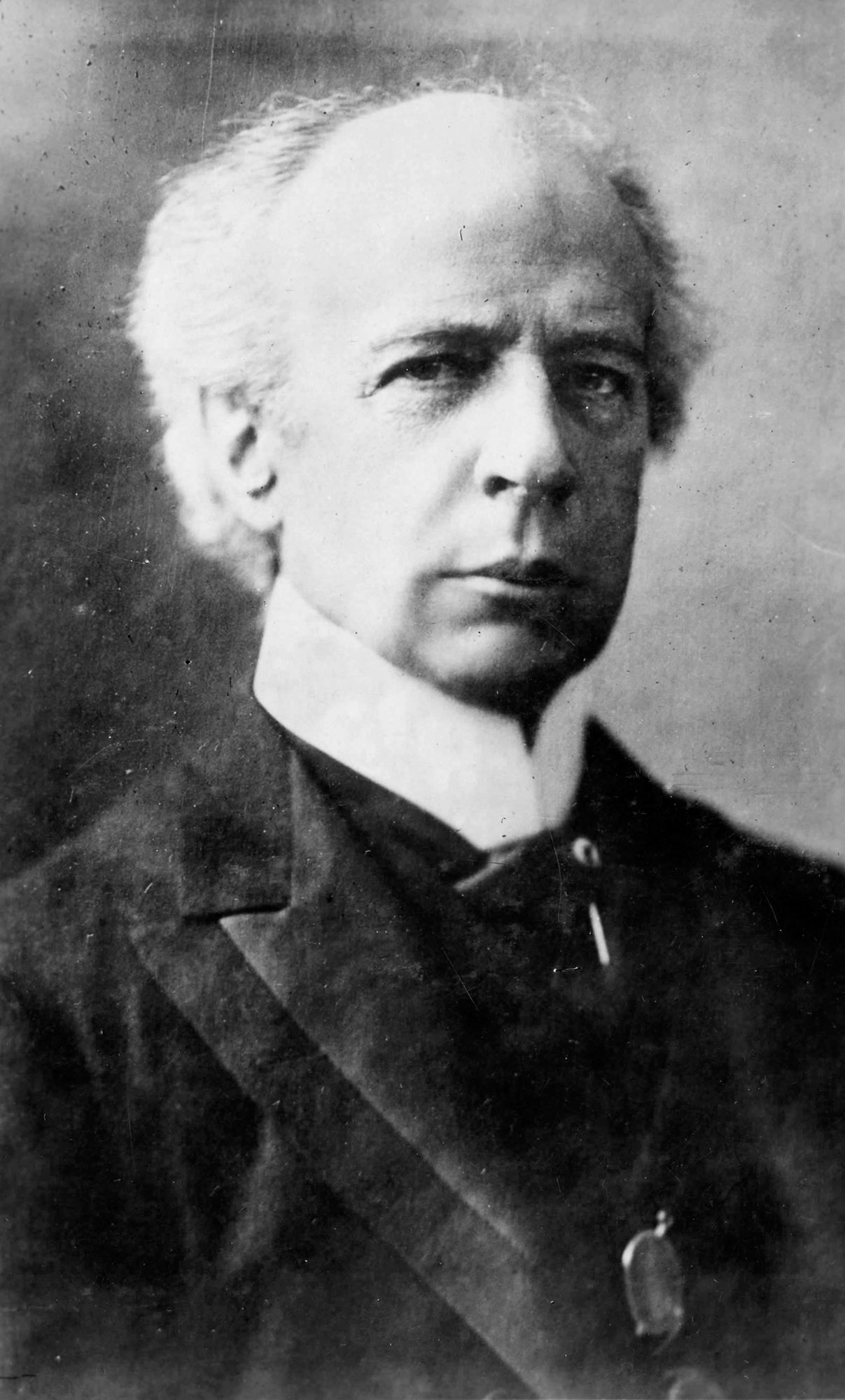
Sir Wilfrid Laurier en 1917.

Sir Wilfrid Laurier veut un référendum avant d’imposer concrètement la conscription. Le chef libéral demande la tenue d’un référendum sur la question. Cette idée est rejetée par le gouvernement Borden qui déclenche plutôt une élection générale, prévue pour le 17 décembre 1917.
Afin de consolider ses appuis, Borden accorde le droit de vote aux soldats à l'étranger, qui soutiennent la conscription à 90%. Ces votes peuvent être répartis dans n'importe quelle circonscription, sans égard au lieu de résidence du soldat, selon la nouvelle Loi des électeurs militaires. Les femmes qui servent le pays à titre d'infirmières se voient également accorder le droit de vote.
Une autre législation adoptée en 1917, la Loi des élections en temps de guerre retire le droit de vote aux citoyens canadiens nés dans les pays ennemis (et naturalisés après 1902). Elle accorde également le droit de vote aux épouses, sœurs et mères des militaires. Il s’agit de la première élection fédérale où certaines femmes peuvent voter. Le droit de vote à toutes les femmes âgées de plus de 21 ans sera étendu un an plus tard.
Aux élections, le parti unioniste de Borden, dont les candidats sont des conservateurs et d’anciens députés libéraux, balayent toutes les provinces canadiennes, à l’exception de la province de Québec. Le Parti unioniste de Borden fait élire 153 députés et le Parti libéral de Laurier, 82. Dans les provinces canadiennes situées à l’ouest du Québec, ce sont 119 députés unionistes qui sont élus, contre 10 députés libéraux. Il s’agit du plus grand pourcentage de vote populaire jamais enregistré jusqu’à présent par un parti dans l'histoire du Canada.
Le Québec fait élire 62 députés libéraux contre seulement 3 députés unionistes (tous anglophones) à Montréal. Les majorités pour les candidats anti-conscription sont écrasantes. Par exemple, dans le comté de Kamouraska, le libéral obtient 3 501 votes contre seulement 185 votes pour l’unioniste.

## Les conséquences de la conscription

### La motion Francoeur à Québec
De l’élection générale de 1917 ressortent des fractures profondes entre Canadiens anglais et Canadiens français. Pour la première fois depuis la création du Dominion du Canada en 1867, l’indépendance de la province de Québec est évoquée publiquement.
Avant le congé de Noël 1917, Joseph-Napoléon Francoeur, un député libéral à l’Assemblée législative de Québec, dépose une motion précisant : « Que cette Chambre est d’avis que la province de Québec serait disposée à accepter la rupture du pacte fédératif de 1867 si, dans les autres provinces, on croit qu’elle est un obstacle au progrès et au développement du Canada. »
La motion est retirée en janvier 1918, à la demande de son chef et premier ministre Lomer Gouin, mais le geste est important. Le mouvement d’opposition se poursuit en 1918.

### L’émeute de Pâques 1918 à Québec

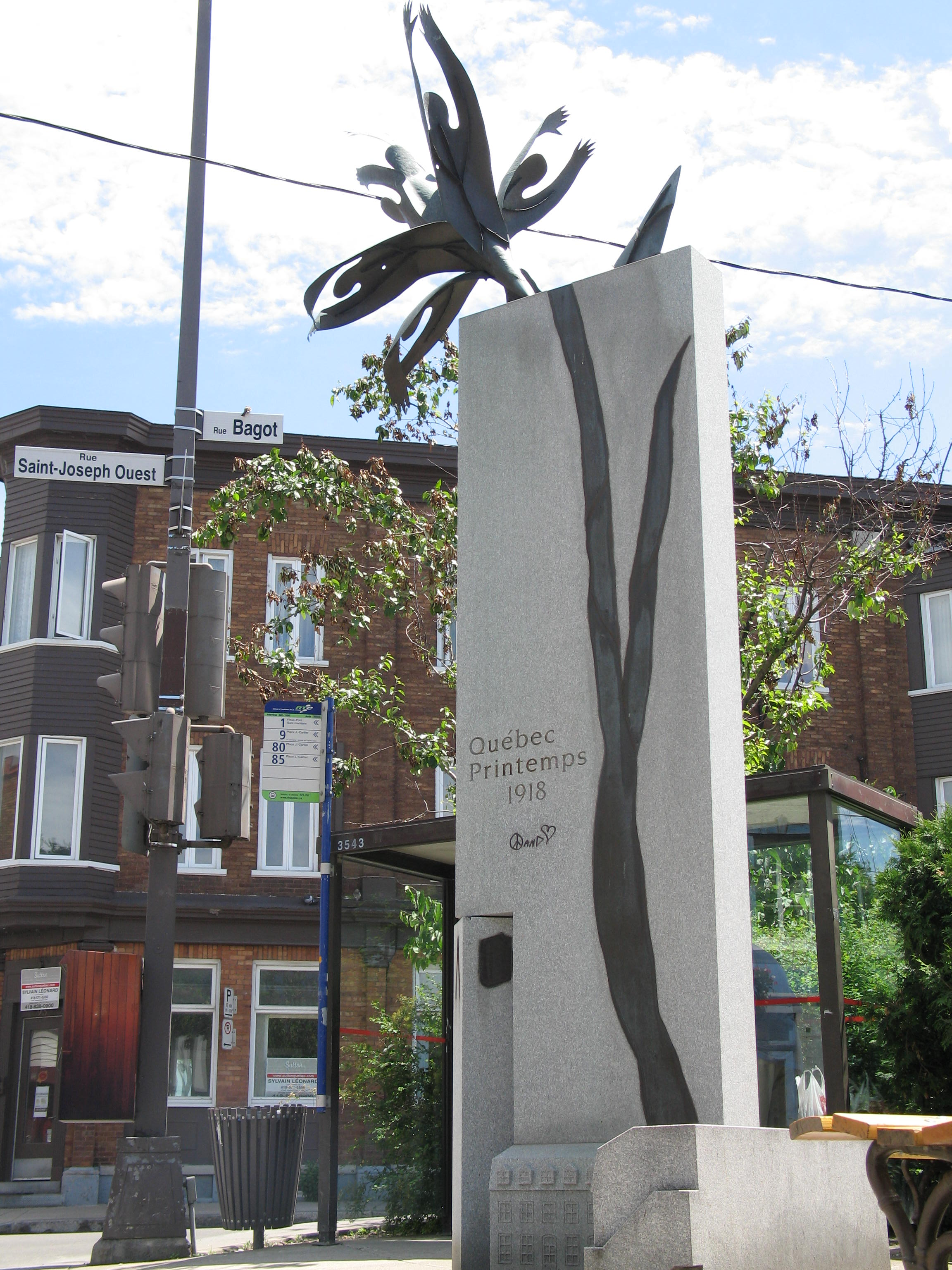
Monument « Québec Printemps 1918 », érigé dans le quartier Saint-Sauveur, Québec.

L’opposition à la conscription culmine à Québec avec les émeutes de Pâques 1918. Le 28 mars, un citoyen, Joseph Mercier, est arrêté. Il n’a pas sur lui les papiers qui prouvent son exemption du service militaire obligatoire. Des manifestations s’ensuivent. Le poste de police est attaqué et des émeutiers, parmi la foule de 20 000 manifestants, saccagent les bureaux de l’armée à la Place d’Youville.
Un contingent de 2 000 soldats unilingues anglais de Toronto et d’Halifax sont appelés en renfort. Le 1er avril 1918, ils tirent sur les manifestants qui refusent de se disperser, dans les quartiers Saint-Roch et Saint-Sauveur.
En plus des dizaines de blessés, quatre hommes sont tués : Honoré Bergeron, 49 ans ; Alexandre Bussières, 25 ans ; Georges Demeule, 15 ans ; et Joseph-Édouard Tremblay, 23 ans. Le 4 avril, la loi martiale est instaurée et le calme revient progressivement.
L'enquête du coroner démontrera que ces hommes étaient de simples piétons qui ne participaient pas à la manifestation. Un monument a été érigé en leur honneur dans le quartier Saint-Sauveur, à Québec, 80 ans plus tard, en 1998.

### Conséquences sociales de l'adoption de la conscription de 1917
En premier lieu, le mouvement ouvrier est fortement affecté par la conscription de 1917. Au Canada, un peu avant 1917, nous sommes dans une période « d’union sacrée » et même les syndicats ouvriers mettent en place des mesures favorisant le départ en guerre. Par exemple, les congrès ouvriers de 1915-1916 recommandent la participation des ouvriers à l’effort de guerre. Bien qu’opposés à la logique militariste et à la conscription, les responsables des syndicats ouvriers sont bien obligés de constater qu’avec l’envoi de troupes en Europe, le chômage a tendance à se résorber au Canada. Ainsi, « (c)hair à canon des bourgeoisies impérialistes, la classe ouvrière est embrigadée dans une politique d'union sacrée ». À Québec, il se raconte à cette époque que les familles ouvrières prient pour que la guerre ne fasse pas trop de victimes tout en priant pour que cette dernière, générant beaucoup de sécurité économique pour les plus précaires, dure le plus longtemps possible.
Avec l’annonce prochaine de la mise en place de la conscription à la fin de l’année 1917, les syndicats ouvriers se mettent à protester, principalement au Québec et notamment à Montréal, où, tous les soirs, des ouvriers se rassemblent dans les rues pour protester contre la politique du gouvernement canadien. Fin août 1917, un climat de révolte s’installe à Montréal. On se met à évoquer la lutte armée chez les orateurs ouvriers. Hugh Graham, propriétaire d’un journal montréalais pro-conscription, voit son domicile secondaire être attaqué. En réaction aux velléités ouvrières, le gouvernement canadien lance un appel au calme aux allures de menaces où il est fait allusion que ce dernier pourrait se voir dans l’obligation d’employer tous les moyens nécessaires pour ramener le calme. Le message est clair : en cas de lutte armée, le gouvernement fait savoir que les ouvriers n’ont aucune chance de l’emporter. D’ailleurs, au courant de l’année 1918, les instances politiques finiront par mettre à exécution leur menace en chargeant une foule réunie autour d’un manège militaire de Québec. Lors de cette manifestation, quatre individus seront abattus par l’armée. Finalement, la fin de l’année 1917 et la conscription qui vient avec rime tous deux avec l’émergence d’une multitude de contrats militaires qui améliorent l’économie canadienne. Ainsi, les conditions de vie et de travail s’améliorent pour les ouvriers. De son côté, l’effort de guerre, bien que forcé, fait diminuer le chômage et la véhémence des critiques syndicalistes avec. En effet, dès janvier 1918, ce ne sont pas moins de 400 000 hommes canadiens qui se voient mobiliser au front.
Du côté des minorités « ethniques » canadiennes, la conscription de 1917 a aussi « offert » son lot de bouleversements. En premier lieu, une des conséquences de la mise en place de la conscription fut la promulgation de la Loi des élections en temps de guerre au courant de l’année 1917. Cette loi priva des dizaines de milliers de Canadiens naturalisés du droit de vote, car l’on craignait que ces derniers aient pu empêcher la victoire du gouvernement de l’Union et de la politique de conscription totale de ce dernier. Autrement, l’augmentation quantitative des troupes canadiennes en sol européen fit augmenter du même fait le nombre de blessés canadiens contraints de retourner au pays. De plus, la violence des combats en Europe fit monter le mouvement nativiste au Canada. Nombre des soldats blessés qui rentraient au pays commencèrent à alimenter une campagne anti-migrants. Selon eux, les minorités « ethniques » vivant au Canada avaient profité de la guerre pour s’enrichir. Le gouvernement canadien, dans le contexte de la peur que lui inspiraient les bolchéviques de la Révolution russe de 1917, fut particulièrement sensible aux revendications des « vétérans ». En 1918, on commença à voir des journaux germanophones et russophones interdits. Autrement, les réunions tenues en langue russe, ukrainienne ou finlandaise furent proscrites. Par ailleurs, certains militants politiques de gauche qui avaient le malheur d’être issu ou supposément issus de la migration furent enfermés en prison sans même qu’il n’y ait eu de procès.
Enfin, abordons l’intersectionnalité relative aux ouvriers issus des « minorités ». En effet, les ouvriers ethnicisés qui « eurent l’audace » de s’exprimer dans les médias au sujet de la conscription furent dans certains cas critiqués pour leur prise de parole, celle-ci n’étant « pas légitime » aux yeux de certains, car n’émanant pas de « vrais Canadiens ».
Finalement, les femmes, elles aussi, vécurent plusieurs modifications de leur vie à la suite de la conscription de 1917. Comme largement mentionnées en amont, nombre d’hommes étant partis au front, beaucoup de femmes se sont retrouvées sur le marché du travail du fait de la conscription, que ce soit pour travailler dans les champs ou dans les usines. Par exemple, dès 1917, ce ne sont pas moins de 30 000 femmes qui commencèrent à occuper un emploi au sein de la Commission. Pour ce qui est des droits civiques, les femmes obtinrent le droit de vote au fédéral en 1918 à la suite de leur vote massif en faveur de la conscription.

### Le nombre de conscrits
Le 1er janvier 1918, le gouvernement unioniste met en vigueur la Loi du service militaire, mais il existe plusieurs formes d’exemption. Sur les 117 104 Canadiens français assujettis à la conscription, 113 291 demandent une exemption.
Au Québec, 18 827 hommes disparaissent dans la nature, se réfugiant dans des camps de bûcherons et des cabanes à sucre. C’est 40,83% des récalcitrants de tout le Canada. Plus de 20 lieux, rivières et lacs portent le toponyme de conscrit dans la banque de noms de lieux du Québec, comme le mont des Conscrits au sud de Saguenay ou la montagne des Conscrits près de Shipshaw.
Des 404 395 Canadiens qui s’inscrivent au service militaire obligatoire, 380 510 demandent d’être exemptés. Ils sont 278 779 à l’être par les tribunaux d’exemption. Chez les conscrits, 47 509 soldats partent pour l’Europe et, parmi eux, 24 132 sont mobilisés au front.

### L’après-guerre
La Grande Guerre prend fin avec l’armistice du 11 novembre 1918, mais la question de la conscription laisse un Canada divisé. Le pays a encaissé d’énormes pertes humaines et économiques durant le conflit. En plus des 66 000 morts et 172 000 blessés, les Canadiens ont versé un milliard de dollars à l’effort de guerre.
Robert Borden se retire de la vie publique en 1920 et son successeur, Arthur Meighen, est défait à l'élection générale de 1921. Les conservateurs fédéraux vont perdre leurs élections dans la province de Québec jusqu’en 1962.
En 1918, le Canada et les autres Dominions britanniques de l’Australie, de la Nouvelle-Zélande et de l’Afrique du Sud sont assujettis à la Grande-Bretagne. Le terme « Dominion » est inscrit dans la constitution canadienne depuis 1867. Synonyme de « Puissance », c'est le compromis trouvé par Londres et Ottawa, pour éviter de désigner le Canada comme pays. D’autres colonies britanniques obtiendront le titre de « Dominion » au gré de leur évolution constitutionnelle dans l’Empire britannique.
C’est David Lloyd George qui parle au nom des Dominions à la Conférence de paix à Versailles, en 1919. Sur les 32 nations représentées à la table, 27 sont des signataires principaux, ce qui indispose Robert Borden. La contribution du Canada à Vimy et pendant la Grande Guerre permettra toutefois au Dominion canadien de s’affranchir davantage de l’Empire au cours des négociations de paix et au sein de la nouvelle Société des nations, qui se réunit pour la première fois en 1920.
Avec la Déclaration Balfour de 1926, les Dominions deviennent des communautés autonomes au sein de l’Empire britannique, au statut égal et aucunement subordonnées les uns aux autres.

### La conscription pendant la Deuxième Guerre mondiale
Aux élections provinciales de 1939, le Parti libéral du Québec, dirigé par Adélard Godbout, remporte l'élection, fort de l'appui fédéral du gouvernement libéral de William Lyon Mackenzie King. Le premier ministre canadien fait la promesse publique, reprise par tous ses lieutenants politiques fédéraux québécois, de ne pas imposer le service militaire obligatoire pendant la guerre.
Cependant, les mauvaises nouvelles s’accumulent vite pour les Alliés au début de la Deuxième Guerre. Le 21 juin 1940, la Chambre des Communes adopte la Loi sur la mobilisation des ressources nationales, après l’invasion allemande de la France. Cette loi autorise le gouvernement fédéral à rendre obligatoire le service militaire, s'il le souhaite. Au Québec, le coloré maire de Montréal, Camillien Houde, dénonce cette mesure qui rappelle le recensement national de Robert Borden en 1916. Il est emprisonné pour sédition.
L’attaque de Pearl Harbor, en décembre 1941, l’entrée des États-Unis dans la guerre, ainsi que la pression de la Grande-Bretagne et des conservateurs canadiens-anglais, ramènent la question de la conscription à l’avant-plan. En 1942, Arthur Meighen redevient chef du Parti conservateur du Canada et réclame des actions semblables à celles prises pendant la Première Guerre : la formation d’un gouvernement unioniste et l’imposition de la conscription.
Ces idées ne sont pas populaires au Québec. Les électeurs québécois avaient donné le pouvoir aux libéraux d'Adélard Godbout en 1939, avec l’assurance que les libéraux fédéraux ne voteraient jamais une loi du service militaire obligatoire.

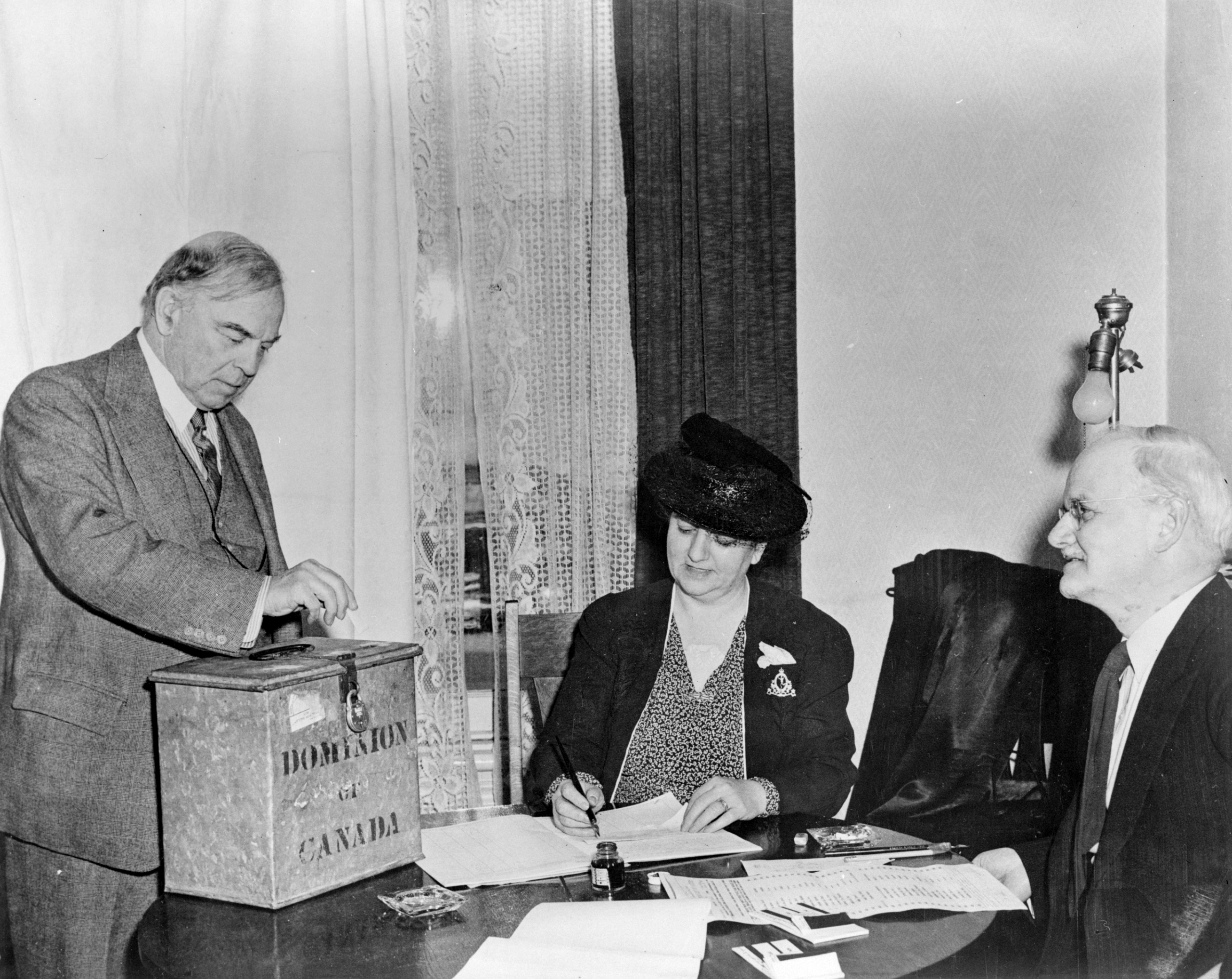
Le premier ministre Willam Lyon Mackenzie King vote lors du plébiscite sur la conscription, le 27 avril 1942.

Le 27 avril 1942, William Lyon Mackenzie King demande aux Canadiens, par la voie d'un plébiscite, de le libérer de sa promesse faite aux Québécois en 1939 : «Consentez-vous à libérer le gouvernement de toute obligation résultant d'engagements antérieurs restreignant les méthodes de mobilisation pour le service militaire?»
Dans les huit provinces majoritairement anglophones du Canada (Terre-Neuve n'est pas une province canadienne avant 1949), 80% des électeurs et électrices votent « oui ». Au Québec, 71,2 % des électeurs votent contre. Chez les francophones, le « non » l’emporte à plus de 85 %. Au total, à l'échelle canadienne, ce sont 63,7 % des électeurs et électrices qui votent en faveur.
Mackenzie King a pris acte de la division, même si libéré de sa promesse de 1939. Il dira que « sa loi ne veut pas nécessairement dire la conscription, mais que ce sera la conscription si cela devient nécessaire». Malgré les appels pressants des conservateurs canadiens-anglais, le gouvernement de Mackenzie King attend à la fin 1944 avant d’imposer la conscription. Très peu de Canadiens seront finalement conscrits : 2 463 hommes seront envoyés au Front.
Cette deuxième crise de la conscription, entre 1942 et 1944, de moindre ampleur et surtout moins tragique, sonne néanmoins la défaite du gouvernement libéral provincial de Godbout aux élections québécoises de 1944. C’est l’avènement du règne de Maurice Duplessis, débuté entre 1936 et 1939, mais se consolidant entre 1944 et 1959. Le Bloc populaire, qui collecte 15,2 % des votes, naît également de cette nouvelle crise de la conscription.